# Витовка (Минская область)
Ви́товка (бел. Вітаўка) — деревня в составе Фанипольского сельсовета Дзержинского района Минской области Беларуси. Деревня расположена в 20 километрах северо-восточнее от Дзержинска, 22 километрах от Минска и 6 километрах от железнодорожной станции Фаниполь на линии Минск—Барановичи.

## История
В 1709 году упоминается как деревня в составе фольварка Городище Минском воеводстве ВКЛ. В XVIII веке в составе Минского повета Минского воеводства Великого княжества Литовского. В 1764 году в деревне была построена деревянная Крестовоздвиженская церковь. После второго раздела Речи Посполитой в 1793 году, находилась в составе Российской империи. По состоянию на 1858 год деревня находилась в помещичьей собственности, в составе имения Черкассы, принадлежащего помещице Лауре Свентаржицкой. Проживали 5 ревизских жителей. В 1880 году в Витовке проживали уже 17 жителей.
Во второй половине XIX века—начале XX века находилась в составе Самохваловичской волости Минского уезда Минской губернии, в деревне действовала православная церковь. В 1897 году, по данным переписи, в деревне проживали 30 жителей. В 1917 году в деревне насчитывается 5 дворов, проживают 45 жителей. Близлежащие земли до Октябрьской революции принадлежали помещику Свиду. В августе 1917 года жители деревни в урочище Мисевск произвели самовольную вырубку панского леса.
С 20 августа 1924 года в составе Гричинского сельсовета Самохваловичского района Минского округа. С 23 марта 1932 года в составе Фанипольского польского национального сельсовета, который являлся частью Дзержинского польского национального района. 31 июля 1937 года полрайон был упразднён и деревня была включена в состав Минского района. С 20 февраля 1938 года находится в составе Минской области, которая была образована после упразднения окружной системы деления Белорусской ССР. С 4 февраля 1939 года в составе восстановленного Дзержинского района. В годы коллективизации был организован колхоз.
Во время Великой Отечественной войны с 28 июня 1941 года по 6 июля 1944 года деревня была оккупирована немецко-фашистскими захватчиками, на фронте погибли 2 жителя деревни. В 1960 году в деревне проживали 46 жителей, сама деревня входила в состав колхоза имени Фалько. В 1991 году насчитывалось 12 придомовых хозяйств, проживали 28 жителей. С 2003 года деревня входит в состав образованного на базе колхоза СПК «Фалько-2003».

## Витовский родник
Согласно легенде название Витовка появилось от имени боярина Вита, который однажды ночью услышал голос: «Вите, Вите! Встань и выстрели». Проснулся боярин — никого нет, опять лег спать. Только лег, тот же голос: «Вите, Вите! Встань и выстрели». Взял боярин ружьё, вышел на улицу, а там полный двор шведских солдат, он начал стрелять. Шведы испугались — кто стал убегать и утонул в тех болотах, кто в воротах застрял, а кто и пулей Вита был убит. Построил он там церковь, все у него процветало. Но через некоторое время совершил большой грех. Двор утонул в болоте. С тех пор там находится родник.
Через несколько лет построили новую церковь. Но с приходом советской власти эту церковь разрушили и построили в деревне Черкасы клуб, родник залили бетоном, но через некоторое время вода пробилась сквозь бетон.
В 2005 году в Витовке построили купель и колодец, но купель в 2006 году сожгли в Светлое Христово Воскресенье. Теперь туда приезжают люди с Украины, из России, Польши, Литвы и Белоруссии. Считается, что особенно хорошо этот источник помогает при болезни суставов и глаз.

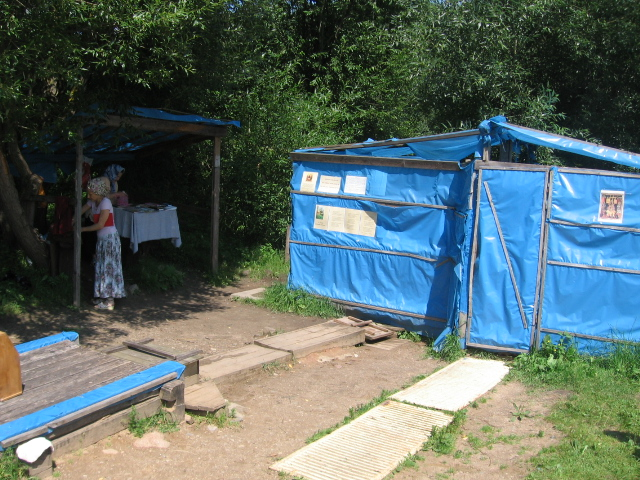
Святой родник и купельня
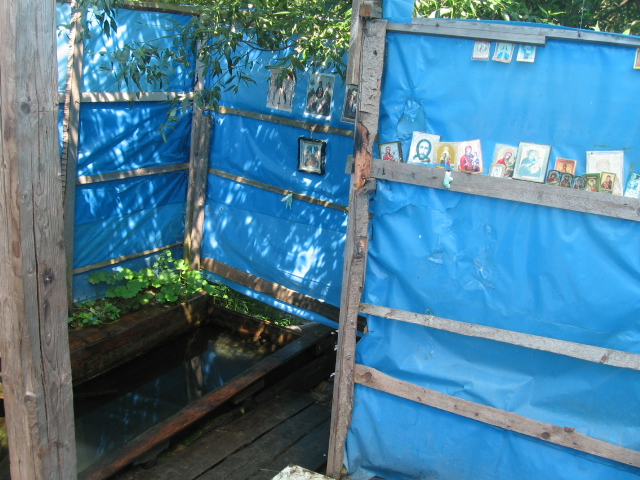
Купельня внутри

## Население
| Численность населения (по годам) | Численность населения (по годам) | Численность населения (по годам) | Численность населения (по годам) | Численность населения (по годам) | Численность населения (по годам) | Численность населения (по годам) | Численность населения (по годам) | Численность населения (по годам) |
| 1880                             | 1897                             | 1909                             | 1917                             | 1960                             | 1991                             | 1999                             | 2004                             | 2009                             |
| -------------------------------- | -------------------------------- | -------------------------------- | -------------------------------- | -------------------------------- | -------------------------------- | -------------------------------- | -------------------------------- | -------------------------------- |
| 17                               | ↗30                              | ↗47                              | ↘45                              | ↗46                              | ↘28                              | ↘12                              | ↘7                               | ↗9                               |
| 2017                             | 2018                             | 2020                             | 2022                             |                                  |                                  |                                  |                                  |                                  |
| ↘7                               | ↘6                               | ↗7                               | ↗9                               |                                  |                                  |                                  |                                  |                                  |